# Rigsarkivet
Rigsarkivet (dt. das Reichsarchiv), bis Oktober 2014 Statens Arkiver (dt. Staatliche Archive), ist eine dänische Institution, die dem Kulturministeriet untersteht und mit dem Archivgesetz von 1992 gegründet wurde. In ihr sind Archive an sechs Standorten versammelt. Der Leiter der Abteilung in Kopenhagen ist auch gleichzeitig immer der Leiter des gesamten Rigsarkiv, Landsarkivet for Fyn, Landsarkivet for Nørrejylland, Landsarkivet for Sønderjylland, das Dansk Data Arkiv und Erhvervsarkivet. Zudem untersteht das Filmningscenter den Staatlichen Archiven. Neben der Wahrnehmung ihrer archivalischen Aufgaben forschen die Archive auch.
Seit 2009 ist Asbjørn Hellum rigsarkivar.
Mit einer Auflage von 3.600 Exemplaren (Stand 2013) erscheint vierteljährlich die von den staatlichen Archiven herausgegebene Zeitschrift Siden Saxo (dt. Seit Saxo), mit der ISSN 0109-6028. Die erste Nummer wurde 1984 veröffentlicht.